# C++23
C++23 — наступна версія міжнародного стандарту ISO/IEC 14882 мови програмування C++, яка прийшла на заміну версії C++20. Остаточний проєкт стандарту отримав код N4950.
В лютому 2020 року на зустрічі у Празі був ухвалений загальний план нововведень для C++23, зокрема: підтримка співпрограм у стандартній бібліотеці, модуляризація стандартної бібліотеки, впровадження механізмів виконання (англ. executors), та мережеві інтерфейси.
Перша зустріч робочої групи WG21 присвячена C++23 мала відбутись на початку червня 2020 року у Варні (Болгарія), але була скасована через пандемію коронавірусу. Так само була скасована наступна зустріч в листопаді 2020 року в Нью-Йорку (Сполучені Штати) та в лютому 2021 в Кона (на Гаваях). Натомість, всі зустрічі до листопада 2022 року відбувались віддалено через інтернет до фінальної зустрічі в лютому 2023 року. Стандарт був технічно доопрацьований WG21 на гібридній зустрічі в Іссаква в лютому 2023 року.

## Сучасний приклад «Hello, world»
Програма Hello, world! тепер має такий вигляд з використанням засобів стандарту C++23:
```
import
 
std
;

int
 
main
()

{

    
std
::
println
(
"Hello, world!"
);

}

```

## Оновлення у версії С++23
Зміни, які були прийняті в C++23, включають:

### Мова
- Параметр явного об'єкта  this
- if consteval
- Багатовимірний підіндексний оператор
- Статичні оператори виклику та підрядкових індексів та статичні лямбда
- Спрощення неявного ходу
- auto(x) та auto{x}
- Нові директиви препроцесора:
  - #elifdef і  #elifndef
  -  #warning
- Подовження часу життя деяких тимчасових установок у циклі for на основі діапазону
- Новий стандартний атрибут [[assume(expression)]]
- Вирахування аргументу шаблону класу з успадкованих конструкторів
- Мітки в кінці складеного оператора
- Оголошення псевдонімів в init-statements
- Літеральні суфікси for та відповідний знаковий тип std::size_t
- Розширені типи з плаваючою комою з літералами (умовно підтримуються)
- Необов'язковий з нульових лямбда-виразів ()
- Атрибути в лямбда-виразах
- constexpr Зміни: 
  - Нелітеральні змінні, мітки та s у функціях  gotoconstexpr
  - Допустимі та змінні, які використовуються в константних виразах у функціях  static,thread_localconstexpr
  - Функція типуconstexpr не потребує, щоб її тип повернення, і типи параметрів були літеральним типом
  - Тепер можна написати функцію, для якої жоден виклик не задовольняє вимогам основного виразу константи  constexpr
- Звуження контекстуальних перетворень до in та  bool,static_assertif constexpr
- Обрізання пробілів перед зрощуванням ліній
- Зроблено обов'язковим макет для порядку оголошення
- Відокремлені екрановані послідовності
- Визначені загальні витоки символів
- Зміни в кодуванні тексту:
  - підтримка UTF-8 як портативного кодування вихідного файлу 
  - Послідовне кодування символьних літер 
  - Набори символів та кодування

### Бібліотека

#### Підтримка модулів стандартної бібліотеки
- стандартних модулів бібліотеки  std та std.compat

#### Підтримка бібліотеки Coroutine
- Синхронна співпрограма для діапазонів  std::generator

#### Загальна підтримка утиліт
- Тип результату  std::expected
- Одинарні операції для  і  std::optionalstd::expected
- Утиліта для отримання базового значення переліку  std::to_underlying
- Обгортка, що викликається лише рухом  std::move_only_function
- std::forward_like
- std::invoke_r
- std::bind_back
- std::byteswap
- std::unreachable: функція для позначення недоступного коду
- Зроблено сумісним з іншими кортежними об'єктами  std::tuple
- std::basic_common_reference спеціалізація для отримання посилань для типів std::reference_wrapper
- Додавання аргументів за замовчуванням для конструктора пересиланняstd::pair

#### Підтримка під час компіляції
- constexpr Підтримка:
  - std::type_info::operator== 
  - std::bitset 
  - std::unique_ptr 
  - для деяких функцій<cmath> 
  - для інтегральних перевантажень і std::to_charsstd::from_chars
- Утиліти метапрограмування:
- Типові знаки , ,  , і  .std::is_scoped_enumstd::is_implicit_lifetimestd::reference_constructs_from_temporarystd::reference_converts_from_temporary

- Додано підтримку типів лише з зсувом для операцій порівняння

#### Ітератори, діапазони та підтримка алгоритмів
- Нова функція перетворення діапазону std::ranges::to
- Новий алгоритм обмежених діапазонів:
  - std::ranges::starts_with
  - std::ranges::ends_with 
  - std::ranges::contains
  - std::ranges::contains_subrange 
  - std::ranges::find_last та інші варіанти 
  - Версії  iotashift_leftshift_right
  - Алгоритми згортання діапазону
- Новий, допоміжний засіб для визначення замикань адаптерів із визначеним діапазоном  std::ranges::range_adaptor_closure
- Нові адаптери лінійки:
  - std::views::zip та інші варіанти
  - std::views::adjacent та інші варіанти 
  - std::views::join_with 
  - std::views::slide
  - std::views::chunk 
  - std::views::chunk_by 
  - std::views::as_rvalue 
  - std::views::as_const 
  - std::views::repeat 
  - std::views::stride 
  - std::views::cartesian_product 
  - std::views::enumerate
- Виправлення константних ітераторів, сентинелів та діапазонів, тобто та інших подібних утиліт, що повертають постійні ітератори, повинно бути повністю гарантовано навіть для неглибоких представлень (таких як )std::ranges::cbeginstd::span
- Ітератори діапазонів як входи для алгоритмів, що не мають діапазонів
- Адаптери звільненого діапазону для використання лише типів зсуву
- Створення багатопараметричних конструкторів деяких представлень  explicit

#### Підтримка керування пам'яттю
- std::out_ptr і для сумісності C  std::inout_ptr
- std::allocate_at_least і  std::allocator::allocate_at_least
- Явна функція управління життєвим часом для неявних типів  std::start_lifetime_as
- Заборона спеціалізації користувача  std::allocator_traits

#### Підтримка обробки рядків і тексту
- Нові функції-елементи та зміни в типах рядків:
  - std::basic_string_view::contains і  std::basic_string::contains
  - Відключення конструкції з for і  nullptrstd::basic_stringstd::basic_string_view
  - Конструктор явних діапазонів для  std::basic_string_view
  - std::basic_string::resize_and_overwrite 
  - Еталонне перевантаження Rvalue для ефективного нарізання  std::basic_string::substr
- діапазони форматування, кортежі, екрановане представлення символів і рядків, а також трасування стека.    std::thread::id

#### Діагностична підтримка
- Бібліотека Stacktrace

#### Підтримка вводу/виводу
- Форматованих функцій виводу і з нового заголовка  std::printstd::println<print>
- spanstream library (-based string stream) з нового заголовка  std::span<spanstream>
- Підтримка ексклюзивного режиму в S  std::fstream
- std::basic_ostream::operator<<(const volatile void*)

#### Підтримка контейнерів
- Багатовимірний перехід  std::mdspan
- Конструктивність і можливість призначення контейнерів з інших сумісних діапазонів
- Адаптери для контейнерів з плоским набором і плоскою картою
- Контекст без вирахування для розподільників у посібниках з вирахування контейнерів
- гетерогенні перевантаження стиранням для асоціативних контейнерів
- Дозвіл побудови пар ітераторів у стеку та черзі
- вимагаючи і бути тривіально скопійованим  std::spanstd::basic_string_view

#### Підтримка сумісності з мовою Сі
- новий заголовок  <stdatomic.h>

### Звіти про дефекти мови
- Синтаксис ідентифікатора C++ з використанням Unicode Standard Annex 31
- Дозвіл дублювання атрибутів
- Зміна області застосування типу повернення кінця лямбди
- Зменшення кількості перевантажених операторів порівняння
- Призначення незалежних сполучень volatile
- Фіксація сумісності та переносимості  char8_t
- Пом'якшення вимог щодо відповідності існуючим практикам  wchar_t
- Допускання деяких вказівок і посилань або невідомого походження в константних виразах  this
- Впровадження негайно-реагуючих функцій, що переходять до безпосередніх функцій
- Дозволу у контекстах шаблонів без створення екземплярівstatic_assert(false)

### Звіти про дефекти в бібліотеці
- Зміни в бібліотеці діапазонів:
  - Умовно запозичені діапазони 
  - Налагодження адаптерів та вхідного діапазону  std::counted_iterator
  - Послаблення обмеження  std::ranges::join_view
  - Перейменовано на нове  std::ranges::split_viewstd::ranges::lazy_split_viewsplit_view
  - Видалено обмеження з концепції  std::default_initializablestd::ranges::view
  - Переглянуто з правом власності та новим  std::ranges::owning_view
  -  std::ranges::istream_view
- Зміни в бібліотеці форматування тексту:
  - std::basic_format_string 
  - Перевірка рядків формату під час компіляції
  - зменшення розміру двійкового коду  std::format_to
  - Виправлення локальної обробки у форматувальниках chrono 
  - Вдосконалення оцінки ширини  та допусків до символів заповнення  std::format
  - Використання посилань на посилання в аргументах формату для дозволу , які не є формату const
- Повністю і  constexprstd::variantstd::optional
- Підтримуваних типів , похідних від  std::variantstd::visit

### Вилучені функції та застарілість
Видалені функції:
- Підтримка збору сміття та виявлення витоків на основі досяжності. Вона була додана до стандарту, починаючи з C++11, але жоден компілятор не підтримує цю функцію до C++23.
- Змішана широка рядкова літеральна конкатенація.
- Широкосимвольні літерали без кодування та багатосимвольні широкосимвольні літерали.

Застарілі функції:
- std::aligned_storage і  std::aligned_union
- std::numeric_limits::has_denorm

Скасовано застарілі функції:
- Використання оператора коми в підрядкових виразах більше не вважається застарілим, але семантика була змінена для підтримки перевантажуваного n-adic .operator[]
- C headers (відповідні заголовки для сумісності з C)<*.h>

## Опубліковано як Технічні характеристики
- Паралелізм TS v2

## Підтримка компілятора
- Clang поступово додав часткову підтримку C++23 з 2021 року у версії 13 до версії 18 у 2024 році, доступну через опцію . -std=c++23
- GCC додав часткову, експериментальну підтримку C++23 у 2021 році у версії 11 через опцію або Він також має можливість увімкнути розширення GNU на додаток до експериментальної підтримки C++23, . -std=c++2b-std=c++23-std=gnu++2b

## Історія
За відсутності очних зустрічей WG21 після кількох віртуальних засідань WG21 були застосовані наступні зміни, де вони були затверджені шляхом опитування.
Після віртуального засідання WG21 9 листопада 2020 року, де вони були затверджені шляхом спрощених опитувань, були додані наступні: 
- Літеральні суфікси для і відповідний знаковий типstd::size_t
- Функція-елемент для і , щоб перевірити, чи містить рядок заданий підрядок або символcontainsstd::basic_stringstd::basic_string_view
- Бібліотека stacktrace (), заснована на Boost. Трасування стека<stacktrace>
- Типова ознака std::is_scoped_enum
- Заголовок , для сумісності з атомами C<stdatomic.h>Після віртуального засідання WG21 22 лютого 2021 року додаються такі функції, де вони були схвалені шляхом спрощених опитувань:
- Видалення непотрібного порожнього списку параметрів з лямбда-виразів.()
- Ремонт адаптерів вхідного діапазону та .counted_iterator
- Пом'якшити вимоги до . time_point::clock
- std::visit для класів, які є похідними від . std::variant
- Замки, замки, що замикаються.
- Умовно запозичені діапазони.
- std::to_underlying.

Після літнього віртуального засідання 2021 року за стандартами ISO C++ у червні 2021 року нові функції та звіти про дефекти були затверджені шляхом спрощених опитувань: 
- Продовжити, якщо ().if consteval
- Звуження контекстних перетворень до .bool
- Дозвіл дублювання атрибутів.
- std::span-based string-stream ().<spanstream>
- std::out_ptr() і.std::inout_ptr()
- constexpr для , та .std::optionalstd::variant std::type_info::operator==
- Ітератори об'єднують конструктори для (стек) і (черга).std::stackstd::queue
- Декілька змін у бібліотеці діапазонів:
  - Узагальнені і для довільних діапазонів.starts_withends_with
  - Перейменовано на і створено нове .split_view,lazy_split_view,split_view
  - Послаблення обмеження на .join_view
  - Зняття обмежень з поняття .default_initializableview
  - Конструктор діапазонів для .std::basic_string_view
- Заборона і будівництво з нуля .std::basic_stringstd::basic_string_view
- std::invoke_r.
- Удосконалення на .std::format
- Додавання аргументів за замовчуванням для конструктора пересилання.std::pair

Після осіннього віртуального засідання 2021 року за стандартами ISO C++ у жовтні 2021 року нові функції та звіти про дефекти були затверджені спрощеними опитуваннями:
- Нелітеральні змінні, мітки та goto у функціях, але все ще погано сформовані для їх обчислення під час компіляції.constexpr
- Явно вказано параметр об'єкту this
- Зміни в наборах символів і кодуваннях.
- Нові препроцесори: і . Обидві директиви були додані в C23 (оновлення мови C) і GCC 12.  #elifdef #elifndef
- Дозволено оголошення псевдонімів у виразах ініціалізації.
- Перевантаження багатовимірного підіндексного оператора (наприклад, ).arr[1, 2]
- Копія розпаду в мові: або .auto(x)auto{x}
- Зміни в бібліотеці форматування тексту:
  - Виправлення локалізованої обробки у форматувальниках chrono.
  - Використання посилань на посилання в аргументах типів для дозволу накшталт .std::generator
- Додавання псевдоніма типу, який еквівалентний . std::pmr::stacktracestd::basic_stacktrace<std::pmr::polymorphic_allocator>
- Зміни в бібліотеці діапазонів:
  - Уточнене визначення виду.
  - Заміна шаблону функції на шаблони псевдонімів , , та об'єкта точки налаштування .std::ranges::istream_viewstd::ranges::istream_viewstd::ranges::wistream_viewstd::views::istream
  - zip Сімейство адаптерів діапазону:
    - zip_view
    - zip_transform_view
    - adjacent_view (і є еквівалентом std::views::pairwisestd::views::adjacent<2>)
    - adjacent_transform_view (і є еквівалентом std::views::pairwise_transformstd::views::adjacent_transform<2>)
- std::move_only_function.
- Одинарні операції для .std::optional
- Шаблон функції-елемента .std::basic_string::resize_and_overwrite
- Друк volatile покажчиків ().volatile T*
- std::byteswap.
- Неоднорідні перевантаження стиранням для асоціативних контейнерів.
- Будь-яка спеціалізація і тривіально копіюється.std::spanstd::basic_string_view
- Додавання умовних специфікацій до . noexcept std::exchange
- Оновлено специфікацію та використання цілочисельних типів класів.
- Уточнено заголовки C. "Заголовки не корисні в коді, який потрібен лише для того, щоб бути валідним C++. Таким чином, заголовки C повинні бути надані стандартною бібліотекою C++ як повністю підтримувана, а не застаріла частина, але їх також слід не рекомендувати використовувати в коді, який не є поліглотським кодом сумісності. [..] Ця пропозиція робить заголовки C більше не застарілими, тому немає формальної загрози майбутнього видалення. Ефективне знеохочення до використання заголовків C у чистому коді C++ тепер чітко прописано як нормативне знеохочення».

Після віртуального засідання WG21 7 лютого 2022 року додаються такі функції, де вони були схвалені спрощеними опитуваннями: 
- Дозволені атрибути оператора виклику функцій лямбди
- std::expected
- constexpr for та cmathcstdlib
- Функція позначення недоступного коду
- ranges::to
- Ознака типу для виявлення прив'язки посилань до тимчасового типу
- Робить std::unique_ptr constexpr
- Підтримка міжпроцесних зв'язків (pipe) для адаптерів із заданим користувачем діапазоном
- ranges::iotaі ranges::shift_leftranges::shift_right
- views::join_with
- Адаптери віконного діапазону: та views::chunkviews::slide
- views::chunk_by

Після віртуального засідання WG21 25 липня 2022 року додаються такі функції та звіти про дефекти, де вони були затверджені спрощеними опитуваннями: 
- Зроблено переписування рівності у виразах менш кардинальною зміною.
- Скасовано застарілість побітового присвоєння змінним.volatile
- Додано директиву препроцесора.#warning
- Видалено широкі символьні літерали, які не підлягають кодуванню, та багатосимвольні широкосимвольні літерали.
- Дозволено створювати в кінці складених операторів.
- Додано екрановані послідовності, відокремлені фігурними дужками для вісімкових та шістнадцяткових чисел та універсальними назвами символів.
- Дозволено, щоб функції ніколи не були константними виразами.constexpr
- Спрощено деякі неявні правила переміщення з C++20 та дозволено неявне переміщення при поверненні посилання rvalue.
- Додано спосіб задання символів юнікоду за іменем. Наприклад U'\N{LATIN CAPITAL LETTER A WITH MACRON}' // Equivalent to U'\u0100'
- Дозволено operator() та lambda бути статичними.
- Дозволено створювати покажчик та посилання невідомого походження у константних виразах this
- Дозволено визначати в реалізації розширені типи з плаваючою комою на додаток до трьох стандартних типів з плаваючою комою. Додано псевдоніми типів , , , , для цих розширених типів, доступних через заголовок, їх відповідні літеральні суфікси або та додано перевантаження до різних стандартних функцій бібліотеки, які приймають числа як аргументи. std::float16_t std::float32_t std::float64_t std::float128_t std::bfloat16_t[en] <stdfloat> f16 f32 f64 f128 bf16 F16 F32 F64 F128 BF16
- Додано атрибут, який дозволяє компілятору припустити, що наданий вираз є істинним, щоб дозволити оптимізацію.[[assume(expression)]]
- Обов'язковою зроблено підтримку вихідних файлів UTF-8, що забезпечує переносне кодування вихідних файлів.
- Дозволено ініціалізовувати масиви та рядкові літерали[en] UTF-8.char unsigned char
- Видалено вимогу про те, що wchar_t може кодувати всі символи розширеного набору символів, фактично дозволяючи використовувати UTF-16 для широких рядкових літералів.
- Додано представлення багатовимірного масиву, аналогічно .std::mdspan std::span
- flat_map і були додані до Стандартної бібліотеки.flat_set
- Додано функції та функції для друку форматованого тексту до стандартного виведення.std::print std::println
- Надано іменовані модулі та для імпорту стандартну бібліотеку.std std.compat
- Додано підтримку ексклюзивного режиму , аналогічного прапорцю "x" у форматі .fstreams fopen
- Дозволено обробляти діапазони, кортежі та інші контейнери.std::format
- Додано.std::forward_like
- Зроблено використовувати семантику руху.std::string::substr
- Додано, що реалізує генератор співпрограм, який моделює std::generatorstd::ranges::input_range
- views::cartesian_product, , , , .views::repeatviews::strideviews::as_constviews::as_rvalue
- Додано нові алгоритми: , , та алгоритми згортання діапазонів.ranges::find_lastranges::contains
- Зроблено сумісним з іншими кортежними об'єктами.std::tuple
- Явне управління життєвим часом для неявних типів.
- Зроблені та інтегральні перевантаження та -сумісні.std::bitsetstd::to_charsstd::from_charsconstexpr
- Додавання типів лише з рухом підтримує концепції порівняння.
- Діапазони ітераторів як входи для алгоритмів, що не мають діапазонів.
- Адаптери звільненого діапазону для використання лише руху.

Після засідання гібридної WG21 7 листопада 2022 року додаються такі функції та звіти про дефекти, де вони були затверджені спрощеними опитуваннями:
- Допускається бути .operator[]static
- Дозволені та thread_local змінні з'являтися у функціях, якщо вони використовуються в константних виразах.static constexpr
- consteval поширюється вгору, тобто певні існуючі функції стають функціями, коли ці функції можуть бути викликані вже під час компіляції.constexprconsteval
- Збільшено час життя тимчасових символів, які з'являються в for-range ініціалізаторі  циклу на основі діапазону, щоб покрити весь цикл.for
- Скасовано застарілість (усіх, а не лише побітових) присвоєння сполук змінним.volatile
- Одинарні функції для .std::expected
- Синхронізуйте вихідні дані з базовим потоком, якщо використовується рідний API Unicode.  std::print

Після фінального засідання гібридної WG21 6-11 лютого 2023 року додаються такі функції та звіти про дефекти, де вони були затверджені солом'яними опитуваннями: 
- Посилання на стандарт Unicode.
- Приховані ітератори для належного зведення.
- views::enumerate
- Створення багатопараметричних конструкторів представлень явними
- Звільнені полігони просто дрібниця
- Уникнено покращень у std::format
- Удосконалено оцінку шириниstd::format
- std::format Заповненння символьними дозволами
- Форматування та thread::idstacktrace
- Типова ознака std::is_implicit_lifetime
- std::common_reference_t має бути еталонним типомstd::reference_wrapper
- Заборонено спеціалізацію користувача на std::allocator_traits
- std::pmr::generator
- Заборонено std::numeric_limits::has_denorm
- std::barrierгарантії завершення етапу